# Gabriel Donizette de Santana
Gabriel Donizette de Santana (8 september 1987) is een Braziliaans voormalig voetballer die als middenvelder speelde.

## Carrière
Gabriel begon zijn carrière in 2006 bij Amparo-SP. In de zomer van 2006 werd hij verhuurd aan Vissel Kobe in de J2 League. In 2006 eindigde de club derde in de J2 League en promoveerde de club naar de J1 League. Gabriel speelde tussen 2008 en 2010 voor Aluminium Hormozgan FC en Sanat Naft Abadan FC.